# Megilot

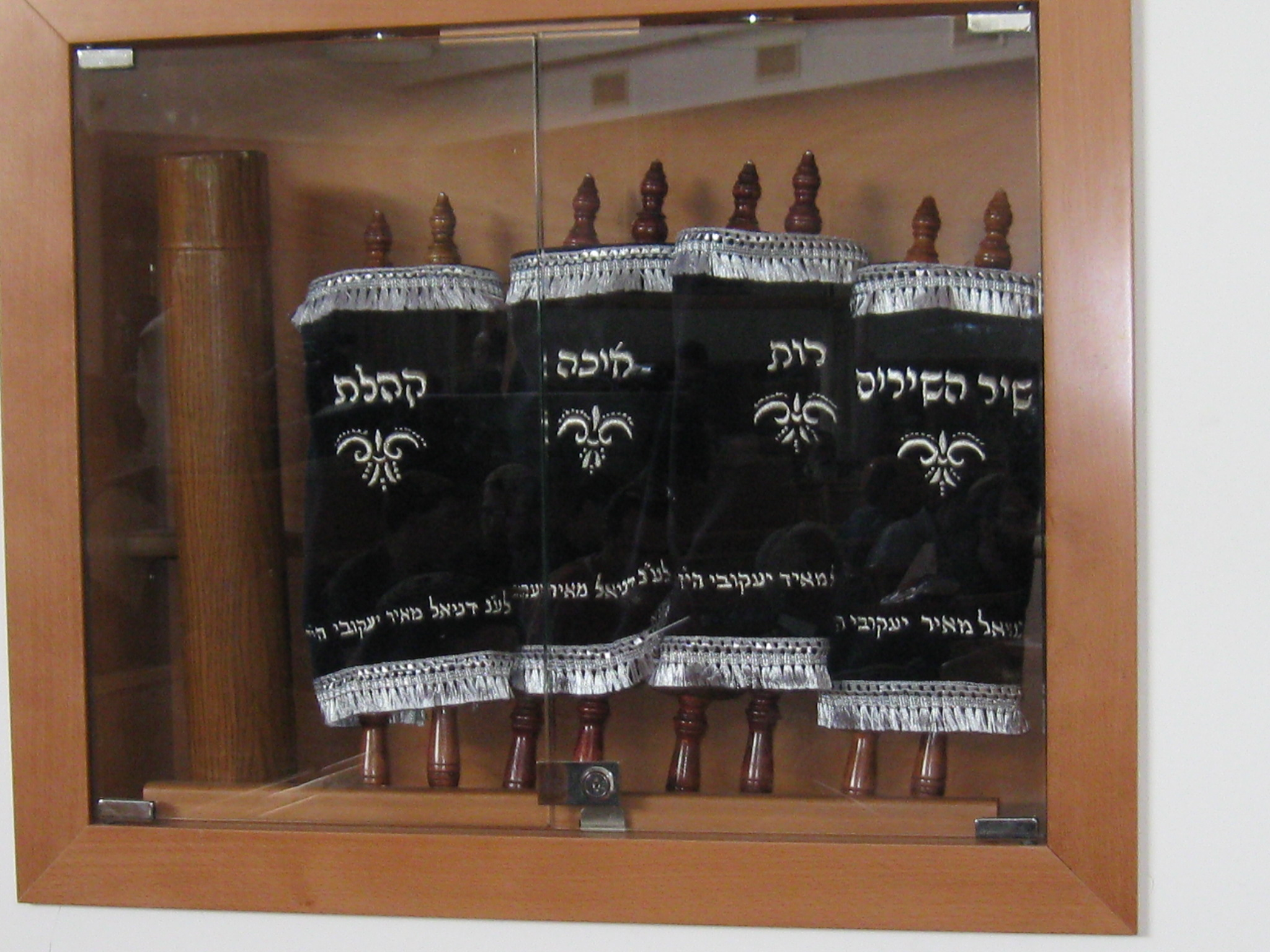
Čtyři z pěti svátečních svitků určených pro svátky Pesach, Šavuot, Tiš'a be-av a Sukot (zprava doleva)

Megilot či (hebrejsky חמש מגילות‎, Chameš megilot, doslova Pět svitků) je součást třetí části hebrejské bible (Tanachu), kterou jsou Spisy (כתובים‎, Ktuvim). Těchto pět relativně krátkých knih je v židovské tradici čteno při různých svátcích.

## Přehled řazení svitků a svátků při kterých se předčítají

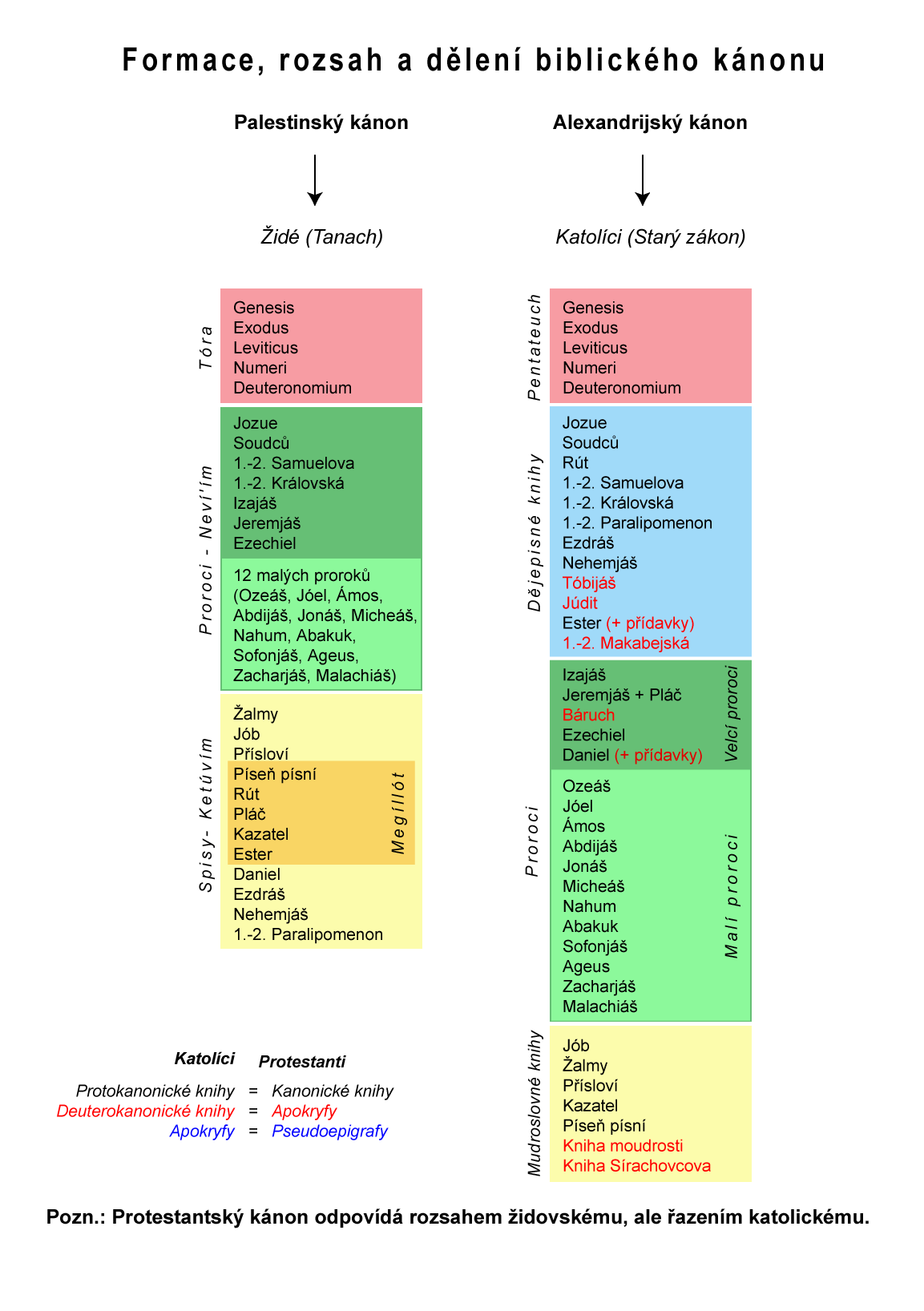
Židovsko-protestantský a katolický kánon starého zákona

| název         | židovský svátek              |
| ------------- | ---------------------------- |
| Píseň písní   | Pesach (šabat chol ha-mo'ed) |
| Kniha Rút     | Šavu'ot                      |
| Kniha Pláč    | Tiš'a be-av                  |
| Kniha Kazatel | Sukot (šabat chol ha-mo'ed)  |
| Kniha Ester   | Purim                        |

## Historie
Většinou se uvádějí v pořadí v jakém po sobě následují svátky při kterých jsou čteny. V několika rukopisech se ale objevuje i jejich chronologický pořádek: Rút (předdavidovský příběh), Píseň písní, Kazatel (připisované Šalomounovi), Pláč (zboření Šalomounova chrámu) a Ester (exil). V případě některých svitků se ještě na přelomu prvního století obhajovalo jejich místo v kánonu knih Bible. Přesto časem začaly být vnímány jako (ucelený) soubor knih a tak se jim dostalo i zvláštního označení.